# Góry Suche
Góry Suche (czes. Javoří hory) – pasmo górskie w Sudetach Środkowych, w południowo-wschodniej części Gór Kamiennych.

## Położenie
Góry Suche – pierwszy od wschodu człon Gór Kamiennych w Sudetach Środkowych. Położone są w południowo-zachodniej Polsce, w województwie dolnośląskim i w środkowo-północnych Czechach. Rozciągają się łukiem od Obniżenia Mieroszowskiego na południowym zachodzie do rzek: Ścinawki i Włodzicy na południowym wschodzie. W kierunku północy Góry Suche przechodzą w zaliczaną do Gór Kamiennych Wyżynę Unisławską, która oddziela je od Gór Wałbrzyskich, a w rejonie przysiółka Rybnica Mała oddzielone są od nich poprzez malowniczą dolinę rzeki Rybnej (dopływ Bystrzycy). Na północnym wschodzie pasmo schodzi ku Obniżeniu Górnej Bystrzycy, gdzie dolina rzeki Bystrzycy oddziela je od Gór Sowich, a od Wzgórz Włodzickich oddzielone są doliną Marcowskiego Potoku; od południowej strony graniczą z Kotliną Broumovską.

## Opis[2]
Jest to najwyższe, największe i najbardziej zróżnicowane pasmo górskie, południowo-wschodniej części Gór Kamiennych ułożone w kształcie asymetrycznego rogala o długości do 35 km i szerokości – do ponad 8 km, z końcami opadającymi na południe. Najwyższym wzniesieniem jest Waligóra (934–936 m n.p.m.) wznoszący się ponad Przełęczą Trzech Dolin. Ku południowemu wschodowi Góry Suche stają się coraz niższe i węższe, ograniczając się do jednego grzbietu, stopniowo opadają do doliny Włodzicy, gdzie mają zaledwie 3 km szerokości. Przez partie szczytowe gór przechodzi granica państwowa Polski i Czech, od której południowe i południowo-zachodnie stoki opadają na terytorium Czech. Góry Suche po stronie czeskiej nazywają się Javoří Hory, a najwyższym szczytem tej części gór, a także najwyższą górą w powiecie Náchod jest Ruprechtický Špičák (880 m n.p.m.). Na szczycie znajduje się wieża stalowa, z której podziwiać można piękno Kotliny Broumovskiej, Broumowskie Ściany, Góry Stołowe, Karkonosze.
Na obszarze najwyższych partii Gór Suchych rozciąga się teren Parku Krajobrazowego Sudety Wałbrzyskie.

## Budowa geologiczna
Góry Suche leżą w niecce śródsudeckiej. W budowie geologicznej Gór Suchych dominują skały wulkaniczne wieku permskiego – melafiry i porfiry (charakterystycznie czerwonego), których miąższość przekracza 1500 m. Są to skały o dużej odporności wypreparowane przez denudację spod mniej odpornych skał osadowych – piaskowców, zlepieńców i łupków ilastych.

## Krajobraz
Krajobraz niskich gór z niezwykle różnorodną rzeźbą terenu. Występują tu wąskie doliny wzdłuż górskich potoków, wdzierające się w zbocza. Szczyty stożkowe z wyraźnym podkreśleniem stromych zboczy. Większość obszaru zajmują lasy. Wzniesienia porośnięte są aż po szczyty sztucznie zasadzonym świerkiem. Ze zboczy roztaczają się panoramy na okoliczne miejscowości i oddalone pasma górskie. Krajobraz częściowo przeobrażony. Pierwotny charakter krajobrazu w większości został zachowany.

## Rzeźba
Rzeźbę Gór Suchych kształtują wypiętrzone, stożkowe szczyty. Góry mimo niewielkich wysokości posiadają strome zbocza i niespokojną, poszarpaną linię grzbietową. Masyw poprzecinany jest stosunkowo głęboko wciętymi przełęczami i wąskimi, suchymi dolinami oraz dolinami górskich potoków. Najwyższym szczytem jest Waligóra (936 m n.p.m.).

## Klimat
Umiarkowany środkowoeuropejski górski. Zachmurzenie: średnie występuje w okresie jesienno–zimowym, najmniejsze w lecie. Opadom często towarzyszą gwałtowne burze z wyładowaniami.
- maksimum termiczne: lipiec–wrzesień, średnia temperatura ok. 20 °C
- minimum termiczne: styczeń–luty, średnia temperatura powietrza ok. −7 °C
- średnia temperatura roczna oscyluje w granicach 7 °C
- czas trwania zimy: 15–18 tyg.
- okres wegetacyjny:
  - rozpoczyna się w trzeciej dekadzie kwietnia i trwa ok. 170 dni.
- lato termiczne:
  - ok. 8 tyg.
- opady roczne:
  - w granicach 500–600 mm
  - maksimum opadowe: lipiec
  - minimum opadowe: luty
- zaleganie śniegu:
  - około 100 dni
- dominujące wiatry: południowo-zachodnie

## Szczyty
Po polskiej stronie
Jatki (663 m), Stożek Wielki (841 m), Stożek Mały (750 m), Bukowiec (886 m), Krzywucha (791 m), Garbatka (797 m), Miłosz (701 m), Graniczna (846 m), Klin (886 m), Gomulnik (826 m), Gomólnik Mały (807 m), Waligóra (936 m), Średniak (782 m), Kozina (796 m), Garniec (763 m), Kopica (803 m), Granicznik (801 m), Kresko (721 m), Warzęcha (793 m), Kostrzyna (906 m), Włostowa (903 m), Suchawa (928 m n.p.m.), Czarnek(868m), Turzyna (895 m), Rogowiec (870 m), Jeleniec (902 m), Słodna (790 m), Ostoja (753 m), Źródlana (682 m), Czarnoch (733 m), Leszczyniec (736 m), Słoneczna Kopa (713 m), Czarna (723 m), Głowy (743 m), Wysoka (749 m), Włodarz (668 m), Młynarz (540 m), Ptasi Szczyt (535 m), Gaj (503 m).
Szczyty na granicy
Średniak (Obírka, 789 m), Płoniec (Hraniční vrch, 771 m), Słodna (Čertův vrch, 790 m), Bukowa Góra (Jedlový vrch, 733 m), Wysoka (Vysoká, 749 m).
Po czeskiej stronie
Homole (649 m), Liščí vrch (610 m), Rudný vrch (654 m), Bobří vrch (740 m), Jelení vrch (751 m), Holý vrch (546 m), Ruprechtický Špičák (880 m), Široký vrch (839 m), Březový vrch (743 m), Malý vrch (726 m), Světlina (796 m).

## Przełęcze
Przełęcz pod Czarnochem (660 m), Przełęcz Trzy Koguty (680 m), Przełęcz pod Granicznikiem (780 m), Przełęcz Trzech Dolin (810 m), Przełęcz pod Turzyną (835 m), Przełęcz pod Jeleńcem (837 m).

## Roślinność i zwierzęta
Niskie opady, umiarkowane średnie temperatury roczne, specyficzne położenie oraz wysokość względna terenu tworzą dogodne warunki dla flory i fauny
Fauna
Gór Suchych nie różni się w sposób szczególny od występującej w innych częściach Sudetów Środkowych.
Z dużych ssaków występują jedynie: jelenie szlachetne, sarny, dziki, lisy i zające.
Z drobnych ssaków spotkać można: wiewiórkę, kreta, ryjówkę górską i mysz polną.
Bogata ilościowo jest awifauna z takimi przedstawicielami jak: sikory, pluszcz, zięba, kowalik, dzięcioły, myszołów zwyczajny.
W stosunkowo nielicznych, ale czystych potokach górskich występują pstrągi.
Flora
W zespołach leśnych 87% stanowią lasy świerkowe, 8% stanowią bukowe, a tylko 5% przypada na drzewostan mieszany.
Wśród lasów bukowych wyróżnia się żyzną buczynę sudecką. Tworzy ona ładne, małe zespoły starodrzewu w dolinie Złotej Wody z bogatym runem.
W facji „kwaśnej” buczyny górskiej dominuje buk zwyczajny z udziałem jarzębiny, grabu i jaworu o słabo rozwiniętym runie.
Płaty lasów mieszanych jaworowo-świerkowych występują na północnym stoku Suchawy na osuwiskowym rumowisku skalnym.
W runie tych lasów wyróżniają się liczne paprocie, z zasługującym na uwagę paprotnikiem kolczystym, a także chronioną śnieżycą wiosenną i gwiazdnicą gajową.
Znajdujące się w dolinach górskich łąki i pastwiska mają skład gatunkowy roślin silnie zmieniony wskutek nawożenia i wykaszania traw. Na malowniczo położonej łące na Hali pod Klinem (obok schroniska „Andrzejówka”) rośnie kilka gatunków roślin subalpejskich, jak: bylina modrzyk górski, ostrożeń dwubarwny i ostrożeń warzywny, wiązówka błotna, niezapominajka błotna.
W rejonie Mieroszowa licznie rośnie zimowit jesienny, a na stokach Jeleńca znajduje się wielkie zgrupowanie lilii złotogłów, liczące kilka tysięcy egzemplarzy.

## Obszary chronione
Najwyższe partie Gór Suchych, od przełomu Ścinawki na zachodzie, aż po przełęcz Trzy Koguty na wschodzie, położone są w granicach Parku Krajobrazowego Sudetów Wałbrzyskich.
Ponad 88% powierzchni parku krajobrazowego pokrywają lasy będące w większości monokulturami.

## Wody
Góry Suche należą do zlewiska Morza Bałtyckiego wody z północnych stoków zbiera Bystrzyca i Marcowski Potok, a z południowych i zachodnich Ścinawka (Stěnava). Główną rzeką jest Ścinawka, która dwa razy przepływa przez granicę polsko-czeską.

### Rzeki i potoki
Po polskiej stronie
Sokołowiec, Sokołowiec Mały, Złota Woda, Rybna, Otłuczyna, Marcowski Potok, Włodzica.
Po czeskiej stronie
Benešovský potok, Kravský potok, Uhlířský potok, Svinský potok, Dobrohošťský potok, Černý potok, Šonovský potok.

## Komunikacja

### Sieć drogowa
drogi krajowe
- nr 35 – do Golińska i Czech

drogi wojewódzkie
- nr 385 – do Tłumaczowa i Czech
- nr 381 – Wałbrzych – Kłodzko
- nr 380 – Unisław Śląski – Głuszyca

drogi lokalne
- Rybnica Leśna – Schronisko Andrzejówka
- Świerki – Włodowice

### Szlaki kolejowe
- Wałbrzych – Mieroszów – szlak o znaczeniu międzypaństwowym dla ruchu towarowego

## Miejscowości
Po polskiej stronie
Bartnica, Dworki, Głuszyca, Głuszyca Górna, Grzmiąca, Kolce, Kowalowa, Krajanów, Łomnica, Mieroszów, Nowe Siodło, Rybnica Leśna, Sokolica, Sokołowsko, Świerki, Tłumaczów.
Po czeskiej stronie
Hejtmánkovice, Heřmánkovice, Hynčice, Janovičky, Meziměstí, Rožmitál, Ruprechtice, Starostín.

## Zabytki
- Kościół parafialny św. Michała w Mieroszowie, wzniesiony około 1427 roku,
- Rynek w Mieroszowie, ze znajdującymi się przy nim kamienicami
- Drewniany kościółek św. Jadwigi w Rybnicy Leśnej z 1608 roku,
- Ruiny średniowiecznego zamku Radosno, wzniesionego w II połowie XIII wieku
- Ruiny średniowiecznego zamku Rogowiec, wzniesionego przez Bolka I,
- Dawne sanatorium „Grunwald” w Sokołowsku wybudowane w latach 1860–1861, obecnie w ruinie[3]
- Trójpański Kamień
- Niewielki, zapomniany cmentarzyk znajdujący się między szczytami Granicznik i Płoniec, przy leśnej drodze z Łomnicy i Radosnej w kierunku Przełęczy pod Ruprechtickim Špičákiem.

## Ciekawe miejsca
- Najwyższy szczyt Gór Suchych, Waligóra (936 m n.p.m.)
- Czerwone Skałki na północnym zboczu Suchawy (928 m n.p.m.)
- Góry Suche otaczające Sokołowsko
- Małpia Skałka północnym zboczu Kostrzyny (906 m n.p.m.)
- Hala pod Klinem i schronisko PTTK „Andrzejówka”
- Ruprechtický Špičak z punktem widokowym na wieży.

## Turystyka

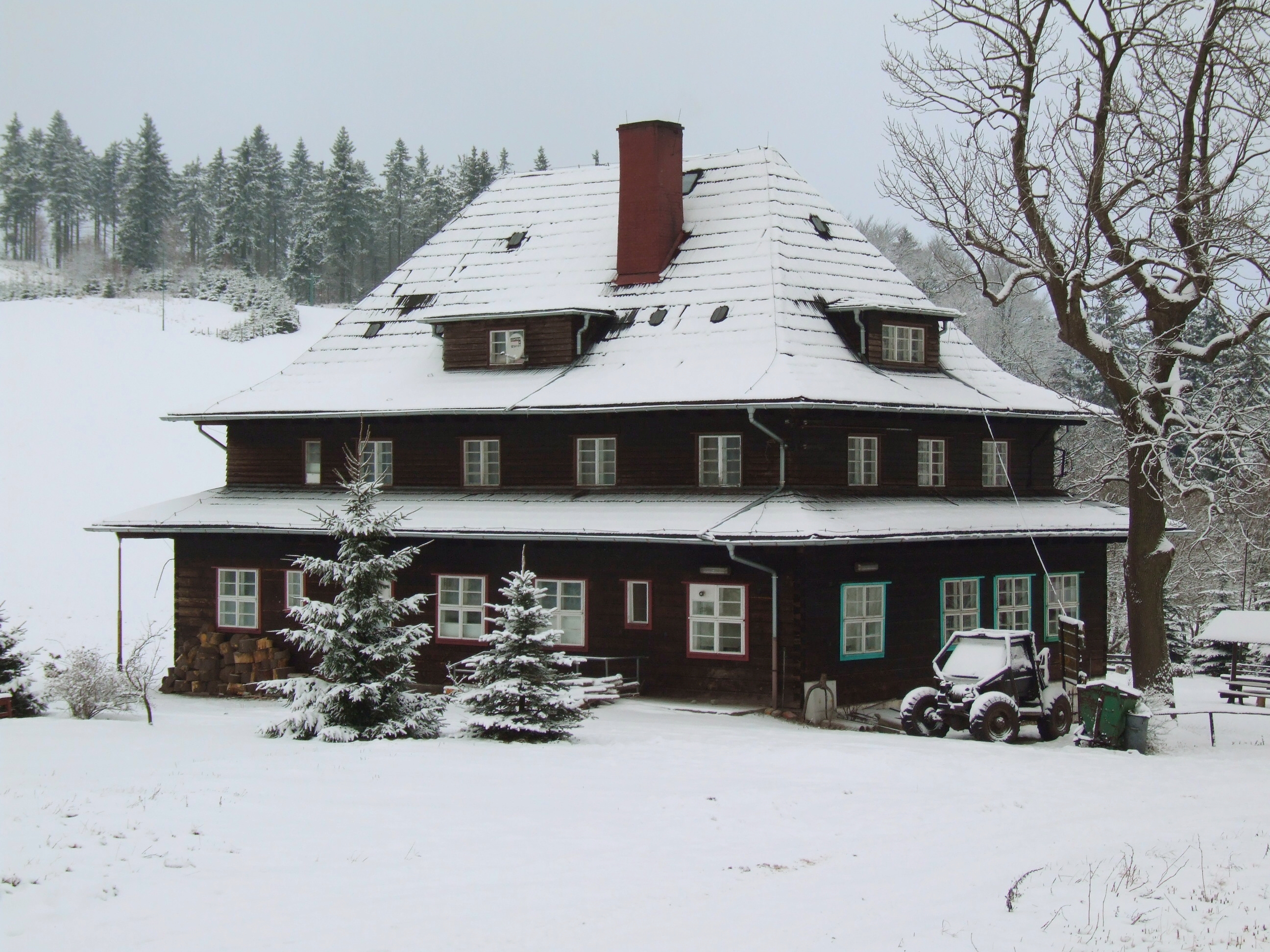
Schronisko „Andrzejówka” w zimie

W pobliżu Gór Suchych położony jest Wałbrzych, a pod Przełęczą Trzech Dolin (805 m n.p.m.) na Hali pod Klinem, mieści się znane schronisko Andrzejówka, dzięki czemu góry są częstym obiektem wypadów weekendowych mieszkańców Wałbrzycha.
Przez Góry Suche przechodzą szlaki turystyczne:
- czerwony – (fragment Głównego Szlaku Sudeckiego im. M. Orłowicza) z Głuszycy przez Przełęcz pod Wawrzyniakiem, Rogowiec na Lesistą Wielką,
- niebieski – fragment szlaku prowadzi z Wałbrzycha przez Rogowiec, Przełęcz pod Turzyną, zachodnie zbocze Waligóry, Suchawę do Mieroszowa,
- zielony – fragment szlaku prowadzi od Tłumaczowa do Mieroszowa przez szczytową partię wzdłuż granicy, przez całe pasmo Gór Suchych,
- żółty – fragment szlaku prowadzi z Głuszycy na Przełęcz pod Czarnochem,
- żółty – drugi fragment szlaku z Głuszycy wzdłuż doliny potoku Złota Woda, przez Przełęcz pod Granicznikiem, wschodnim zboczem Waligóry prowadzi do schroniska Andrzejówka,
- czarny – prowadzi od schroniska Andrzejówka do granicy.